# Racismo oculto
Racismo oculto es una expresión utilizada en ámbitos académicos y políticos, que se utiliza para definir una forma de racismo no explícito, generalmente de baja intensidad, que impregna las relaciones humanas en contextos en los que cualquier otro tipo de racismo, más explícito o evidente, sería inmediatamente condenado.

## Generalidades
Se habla de racismo oculto por lo menos en dos situaciones concretas: las diversas acciones de carácter racista cometidas por individuos o instituciones que no son recogidas por las estadísticas oficiales, ya sea por descuido o intencionadamente, y también cuando las decisiones de los individuos, como por ejemplo la elección de un empleado o de un inquilino, no toman en cuenta las cualidades del candidato, sino su pertenencia a una etnia determinada, basándose en pretextos de buena presencia y otros semejantes.
Entre las variantes más comunes de racismo oculto se encuentran algunas afirmaciones
seudocientíficas, la argumentación política en contra o a favor de determinados grupos humanos bajo pretextos culturales o étnicos y la manipulación de datos estadísticos con el fin de inferir de forma implícita la inferioridad o la superioridad de unos grupos humanos en relación con otros. Al ser un término de significaciones muy amplias, su utilización y evaluación de situaciones se presta a diversas interpretaciones. Actualmente se impone la idea de que la negación de las diferencias no permite su valoración y respeto, por ejemplo, innumerables cantantes, historiadores, filósofos, políticos, poetas y artistas de origen africano negro se refieren a sí mismos como negros.

## El racismo oculto en el mundo
En el siglo XIX hubo una tentativa científica para explicar la supuesta "superioridad racial" de la raza caucasoide europea occidental a través de la obra del conde de Gobineau, titulada Essai sur l'inégalité des races humaines (Ensayo sobre la desigualdad de las razas humanas). En esta obra el autor sustentó que de la raza aria nació la aristocracia que dominó la civilización europea y que sus descendientes eran los señores naturales de las otras razas inferiores.
Hay una forma de racismo menos conocida, que consiste en la creencia que el mestizaje (miscegenación) genera individuos inferiores a los de "raza pura", sea a ambas razas, como defendía Louis Agassiz, sea a una de ellas, como defendía Gobineau. Una forma actual de esta creencia ha aparecido como reacción al racismo contra negros e indígenas, que consiste en negar la identidad mestiza y defender que las poblaciones 'mixtas' sean tratadas como negras, indígenas o blancas, negando sus peculiaridades.
El mestizaje ha sido uno de los temas fundamentales en los continentes americanos pero especialmente en América Latina. Esta característica de fusiones culturales ha sido acogida en las últimas dos décadas para explicar el fenómeno de la pluralidad en Latinoamérica. Asimismo, esta misma ideología le ha dado fuerza a la teoría de que detrás de la percepción de la sociedad como producto del mestizaje existe un fenómeno enmascarado de racismo y exclusión. Este último punto se refleja en el hecho que estudios recientes tienden a llamar la atención sobre la necesidad de reformar el derecho para poder hacer frente a una realidad antes inexistente o ignorada: la pluralidad de la sociedad. 
La idea del mestizaje, según algunos estudiosos, ha sido utilizada por los gobiernos y las elites latinoamericanas para ocultar indicios de discriminación racial y racismo en el continente. Utilizando términos de Stanley Cohen, Ariel Dulitzky argumenta que existen tres tipos de formas en que la discriminación racial y el racismo son negadas en el continente: la negación literal, la negación interpretativa y la negación justificada. La primera de estas se da cuando los gobiernos niegan que cualquier tipo masivo de discriminación racial y racismo se den en sus países.
Una forma clara de negación literal es mediante el uso de la idea de mestizaje. A través del discurso de igualdad de razas en el continente, la percepción de que todos pertenecemos a una sola raza “mestiza” que tiene los mismos ancestros ayuda a reforzar la imagen de que no existe el racismo puesto que ni siquiera existen razas diferentes. Esta noción ayuda a reforzar la idea de la democracia e incluso a fomentar la consolidación de un nacionalismo que fortalece al estado, en el período republicano la idea de la raza única mestiza era un arma de defensa contra otros elementos que podían fragmentar los nuevos estados latinoamericanos. Por medio de esta se buscaba fortalecer los países emergentes al estilo de las naciones europeas.
En el caso específico de Colombia, según un informe de la Organización de Naciones Unidas, más de una cuarta parte de la población es afrodescendiente, y dentro de esta población, las tasas de analfabetismo y mortalidad infantil son tres veces mayores que las del resto de los colombianos. Esta cifra manifiesta la relación directa que existe entre las condiciones de vida y raza y verifica la necesidad de hacer reformas institucionales que estén dirigidas a favorecer a los grupos desaventajados. La noción de universalidad del mestizaje y como consecuencia la homogeneización teórica no debe continuar siendo sostenida, desenmascarar la concepción de mestizaje permitirá la creación de políticas más adecuadas para resolver la desigualdad en las sociedades latinoamericanas.
Valiéndose, al mismo tiempo, de la posibilidad de anonimato y del alcance a millones de internautas, el racismo se expande de manera intensa por el mundo digital, con discursos racistas, revisionistas o neonazis, millares de sites, blogs, comunidades virtuales de Orkut y MySpace, diseminan el odio racial y la intolerancia. Como ejemplo el caso de internet en Brasil, ya que se define este caso como crimen por la legislación brasileña. El Ministerio Público de Brasil, descubrió que el 80% de los casos de intolerancia en la red, ocurren en Orkut.
Algunas sitios web abogan al derecho a la libertad de expresión y afirman que no se consideran racistas, sino que, expresan apenas opiniones. Otros sugieren maneras de como mantener el material distante de las autoridades competentes. Por esta característica, muchos sitios web, principalmente aquellos a disposición en proveedores gratuitos son retirados, para enseguida reaparecer, multiplicados en tres o cuatro servidores nuevos, inclusive en dominios extranjeros. Uno de los sitios web pesquisados, afirma exactamente esto: "para cada site retirado do ar, assume-se o compromisso de disponibilizar, pelo menos, três novos". Eso evidencia una red. 
Según el Ministério Público do estado de São Paulo, están activas en Orkut más de cincuenta comunidades que pregonan la violencia a negros, judíos, homosexuales y nordestinos.

### América

#### México
En 2005 palabras del presidente de México, Vicente Fox 

(hacen trabajos que ni los negros quieren realizar)

fueron tomadas como un ejemplo de racismo oculto por la antropóloga Elisa Velázquez Gutiérrez, especialista en el tema de negritud en el país, como así también la emisión de una serie de sellos de un popular personaje de historietas en México, Memín Pinguín, el cual también ha sido calificado como una muestra de racismo oculto, al repetir estereotipos ligados a las personas de raza negra, según sus críticos.
Más allá de frases, visibles y conocidas, como la formulada por Vicente Fox y otras más, las cuales comúnmente son reproducidas por la casi totalidad de los mexicanos (Ej.: Cásate con un güerito, pa' mejorar la raza), por atavismo y en muchas ocasiones, sin ningún motivo profundamente racista, existe una forma de racismo más perniciosa puesto que consiste en lo que no se muestra.
La población de origen europeo en México, minoritaria en términos demográficos, se encuentra sobrerepresentada en los medios electrónicos e impresos. Independientemente de los cambios socioeconómicos y de la realidad social actual en México, tanto en cine como en televisión el personaje con rasgos indígenas tiene generalmente el papel de criado, mientras que los roles de la "gente bien", están casi siempre reservados a actores con rasgos caucásicos. Los anuncios tanto impresos como en cine y televisión muestran la imagen de un país mayoritariamente blanco. Esto no se limita a publicidades provenientes del extranjero para empresas multinacionales. También empresas nacionales como Telcel, El Palacio de Hierro, El Puerto de Liverpool, Comercial Mexicana, etc. utilizan casi exclusivamente modelos de origen caucásico en sus publicidades.
Se ha vinculado el racismo entre mexicanos en la frontera norte del país a la lucha entre imaginarios urbanos, fenómeno que se produce por la fuerte migración promovida por la industria maquiladora en ciudades fronterizas como Tijuana, Cd. Juárez, Reynosa, Matamoros, etc.
Otros países, como Canadá, han tomado medidas para asegurar una justa representación de los diferentes grupos étnicos y culturales en los medios de comunicación.

#### Perú
En Perú, país donde es imposible obviar el carácter multiétnico de parte de la población, el racismo es solapado y de un carácter tan propio que ha llevado a algún autor a considerar el racismo prevalente en el país como racismo mestizo que, lejos de las usuales categorizaciones biológicas propias del racismo arquetípico, ha evolucionado como un "racismo sin razas" de corte identitario clasista antes que biológico.
En Perú como en otros países de América la discriminación racial es ilegal y es muy censurada, oficialmente no hay racismo ni razas. Sin embargo en muchos casos hay señales de racismo oculto que pueden identificarse a nivel de la selección laboral, participación televisiva, publicidad, hay casos de ingreso selectivo a lugares de entretenimiento en la ciudad de Lima que han sido denunciados, etc. Este racismo oculto puede considerarse heredero del sistema colonial, en donde el estatus socioeconómico dependía totalmente del origen étnico y en donde los privilegios recaían en los nacidos en Europa primero, luego la clase de los hijos de estos (llamados criollos), los mestizos con indígenas (llamados cholos) o con negros (mulatos y zambos), la clase indígena (llamados indios) que como tales debían pagar tributo a la corona y finalmente los esclavos que eran comercializados y traídos de África. En el documento de identidad peruano ya de época republicana, constaba la raza del ciudadano, actualmente no. La peor muestra de racismo oculto en Perú se dio durante la aún no terminada guerra entre el gobierno y los movimientos terroristas a partir de los años 80 en que la población mayoritariamente quechua-hablante se vio totalmente desprotegida y sobre todo ignorada por el resto de la población y los medios de comunicación, lo que produjo la muerte de aproximadamente 75.000 personas, víctimas del fuego cruzado y los abusos de terroristas y las Fuerzas Armadas. Actualmente existen notables avances y hay iniciativas para atacar el racismo oculto en Perú, esto se da a través de páginas webs (blogs), mesas de trabajo (foros), alguna campaña dirigidas a jóvenes, etc. y en ellos se constata que el racismo es cada vez peor visto en Perú.

#### Chile
El racismo en Chile engloba a cualquier tipo de discriminación racial o étnica por parte de un grupo de habitantes u organismos de dicho país hacia grupos de otras naciones o del mismo. Sus orígenes se remontan, al igual que en otros países de América Latina, al colonialismo del siglo XVI, específicamente durante la conformación del Imperio español y los procesos de exterminio, esclavitud o mestizaje de los nativos de la zona.
En Chile, han sido víctimas del racismo y la discriminación étnica principalmente mapuches, mestizos, otros sudamericanos como peruanos, bolivianos o colombianos, negros y musulmanes, además de existir una fuerte discriminación social a diversos niveles, tales como culturales, económicos, etarios, étnicos, geográficos, sexuales o de género.
En general el racismo en Chile actúa de modo encubierto, se practica sin reconocerse como tal, y no suele ser tema de discusión, ni siquiera en los ambientes intelectuales. El tema ha sido poco investigado en el país, si bien los últimos años han comenzado algunas investigaciones aisladas a trabajar en el tema aún hay mucho por avanzar.

### Europa
- Por falta de estadísticas:

En Europa, según palabras del Observatorio Europeo del Racismo y la Xenofobia el fenómeno de racismo oculto se da en la ausencia de estadísticas sobre el tema en países de la unión:

la recopilación de datos sobre violencia racista en 15 de los países miembros del bloque es ”inexistente o ineficaz” y debe ser mejorada.

situación que produce que, nuevamente citando el informe "Violencia racista en 15 estados miembros de la UE" del Observatorio:

En la mayoría de los países de la UE, los ataques contra minorías étnicas o religiosas no son específicamente registrados como ”ofensas racialmente motivadas”. Como consecuencia, estos actos no constan en las estadísticas criminológicas oficiales.

- Racismo legitimado por nociones de seguridad:

Este tipo de racismo, en palabras de la presidenta del Consejo de Administración del Observatorio, Anastasia Crickley, al fundamentarse en falsas nociones de seguridad, no es interpretado como tal:

a veces se asiste a una especie de "legitimación" de la discriminación alegando motivos de "seguridad" y lamentó la existencia de lagunas del marco legislativo para luchar contra este fenómeno.

#### España
A diferencia del racismo en España, los casos de racismo oculto no han generado interés por parte de las instituciones, se producen, principalmente, contra los miembros de la colectividad gitana, contra los magrebíes y contra todos los inmigrantes ya sean de Europa del Este (principalmente rumanos) o de América Latina, entre otros, con el acceso al trabajo y a la vivienda, ya que según el citado Organismo, quienes ofrecen pisos en alquiler o buscan trabajadores priman más la nacionalidad o la pertenencia a determinada etnia, que las aptitudes profesionales o las referencias personales en la búsqueda de candidatos. Véase como caso histórico el artículo Pedro Sarmiento.